# The Lesson (film 1917)
The Lesson è un film muto del 1917 diretto da Charles Giblyn. Il soggetto è tratto da una storia di Virginia Terhune Vandewater (1865-1945), che scrisse i soggetti per altri due film, If My Country Should Call (1916) e Two Sisters (1929).

## Trama

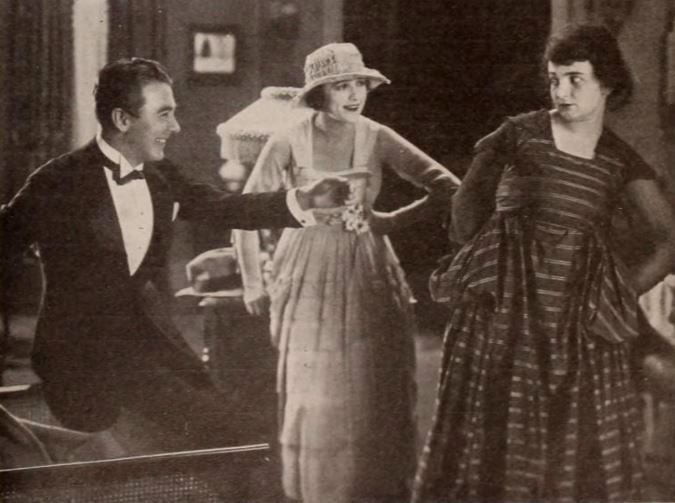
Tom Moore, Constance Talmadge e un'attrice non identificata

## Produzione
Il film fu prodotto dalla Select Pictures Corporation.

## Distribuzione
Presentato da Lewis J. Selznick, il film - distribuito dalla Select Pictures Corporation - uscì nelle sale cinematografiche statunitensi nel maggio 1918 dopo essere stato presentato in prima a Long Beach, in California, il 29 luglio 1917.